# Seznam zápasů československé fotbalové reprezentace 1921
V roce 1921 odehrála československá fotbalová reprezentace 2 mezistátních zápasů, z toho 2 přátelské. Celková bilance byla 1 výhra a 1 remíza. Hlavním trenérem ve všech zápasech byl Josef Fanta.

## Přehled zápasů
| 28. října 1921 přátelské                                    |       |               |                                               |
| Československo                                              | 6 – 1 | Jugoslávie    | AC Sparta, Praha diváci: 15000 rozhodčí: Boas |
| 59' Vaník 60' Janda 63' Vaník 65' Janda 73' Vaník 75' Vaník |       | 26' B. Zinaja | AC Sparta, Praha diváci: 15000 rozhodčí: Boas |

| 13. listopadu 1921 přátelské |       |                         |                                                    |
| Československo               | 2 – 2 | Švédsko                 | AC Sparta, Praha diváci: 10000 rozhodčí: Retschury |
| 32' Janda 54' Janda          |       | 29' Karlsson 65' Edlund | AC Sparta, Praha diváci: 10000 rozhodčí: Retschury |

## Soupisky jednotlivých utkání

### ČSR - Jugoslávie
- ČSR: Cháňa – Nytl, Pospíšil – Plodr, Pešek, Seifert – Sedláček, Janda, Vaník, Mazal (stř. Jelínek), Šroubek

- Jugoslávie: Vrdjuka – Kujundžić, Schiffer – Paškvan, Dubravčić, Rupetz – Kinert, B.Zinaja, Perška, Marcikić, B.Babić

### ČSR - Švédsko
- ČSR: Cháňa – Hojer, Pospíšil – Kolenatý, Pešek, Perner – Plodr, Janda, Vaník, Mazal, Dvořáček

- Švédsko: Lindberg – A.Andersson, Liljenberg – G.Johansson, Möller, N. Karlsson – Larsson, Edlund, H. Karlsson, Hjelm, Kock